# Castelli del Salento
Nel Salento ci sono state varie famiglie colonizzatrici (normanni, svevi, angioini, aragonesi, ...) nei vari periodi storici, queste hanno realizzato varie strutture militari alle volte modificando quelle preesistenti.
Questo è l'elenco dei principali castelli e palazzi baronali (alle volte ex-castelli) presenti sul territorio salentino.

## Provincia di Brindisi
| Denominazione                                                        | Immagine | Epoca di costruzione | Tipologia | Condizioni e utilizzo                                                 | Comune e località                                  |
| -------------------------------------------------------------------- | -------- | -------------------- | --------- | --------------------------------------------------------------------- | -------------------------------------------------- |
| Castello Alfonsino di Brindisi                                       |          |                      | Castello  |                                                                       | Brindisi 40°39′19.9″N 17°58′02.57″E                |
| Castello federiciano di Brindisi o Castello svevo di Brindisi        |          |                      | Castello  |                                                                       | Brindisi 40°38′25.26″N 17°56′13.49″E               |
| Castello Dentice di Frasso                                           |          |                      | Castello  |                                                                       | Carovigno 40°42′27.07″N 17°39′25.7″E               |
| Castello di Serranova di Carovigno                                   |          |                      | Castello  |                                                                       | Serranova (Carovigno ) 40°41′23.06″N 17°45′32.11″E |
| Castello di Ceglie Messapica                                         |          |                      | Castello  |                                                                       | Ceglie Messapica 40°38′48.62″N 17°31′03″E          |
| Castello di Cellino San Marco                                        |          |                      | Castello  |                                                                       | Cellino San Marco 40°28′16.43″N 17°57′58.18″E      |
| Castello Imperiali di Francavilla Fontana                            |          | 1450                 | Castello  |                                                                       | Francavilla Fontana 40°31′58.06″N 17°35′02.89″E    |
| Castello Imperiali di Latiano                                        |          | XII secolo           | Castello  |                                                                       | Latiano                                            |
| Castello di Mesagne                                                  |          |                      | Castello  |                                                                       | Mesagne 40°33′36.67″N 17°48′26.46″E                |
| Castello di Oria                                                     |          |                      | Castello  |                                                                       | Oria 40°29′59.1″N 17°38′29.95″E                    |
| Castello di Ostuni                                                   |          | 1148                 | Castello  | è rimasta una torretta, demolito nel 1559 per far posto all'episcopio | Ostuni 40°44′03.44″N 17°34′43.54″E                 |
| Castello di Villanova                                                |          |                      | Castello  |                                                                       | Villanova (Ostuni) 40°47′27.64″N 17°35′08.98″E     |
| Castello Dentice di Frasso di San Vito dei Normanni                  |          |                      | Castello  |                                                                       | San Vito dei Normanni 40°39′23.85″N 17°42′13.96″E  |
| Castello delle Ulive di Alceste                                      |          |                      | Castello  |                                                                       | San Vito dei Normanni                              |
| Castello arcivescovile di San Pancrazio Salentino                    |          |                      | Castello  |                                                                       | San Pancrazio Salentino                            |
| Castello di Torre Santa Susanna                                      |          |                      | Castello  |                                                                       | Torre Santa Susanna 40°27′59.75″N 17°44′23.86″E    |
| Castello di Villa Castelli o Residenza fortificata di Villa Castelli |          |                      | Palazzo   | sede del municipio                                                    | Villa Castelli 40°34′40.32″N 17°28′32.79″E         |

## Provincia di Lecce
| Denominazione | Immagine | Epoca di costruzione   | Tipologia            | Condizioni e utilizzo                                                        | Comune e località                                                    |
| --- | -------- | ---------------------- | -------------------- | ---------------------------------------------------------------------------- | -------------------------------------------------------------------- |
| Castello di Acquarica del Capo                                                                                    |          | XV secolo              | Castello             |                                                                              | Acquarica del Capo 39°54′22.54″N 18°14′59.8″E                        |
| Palazzo Gonzaga di Alessano                                                                                       |          | fine del XV secolo     | Palazzo Ducale       |                                                                              | Alessano                                                             |
| Palazzo Sangiovanni di Alessano                                                                                   |          | fine del XV secolo     | Palazzo              |                                                                              | Alessano                                                             |
| Castello di Montesardo                                                                                            |          | XV-XVI secolo          | Castello             |                                                                              | Montesardo (Alessano) 39°52′40.01″N 18°20′28.61″E                    |
| Castello baronale di Felline o Castello dei Bonsecolo                                                             |          | XII secolo             | Castello             |                                                                              | Felline (Alliste) 39°56′11.59″N 18°07′01.31″E                        |
| Castello Spinola-Caracciolo o Castello di Andrano                                                                 |          | XIII secolo            | Castello             |                                                                              | Andrano 39°58′59.84″N 18°23′02.11″E                                  |
| Castello di Andrano                                                                                               |          |                        | Castello             |                                                                              | Andrano                                                              |
| Residenza fortificata baronale di Aradeo                                                                          |          |                        | Palazzo baronale     |                                                                              | Aradeo                                                               |
| Palazzo marchesale di Arnesano                                                                                    |          | XVII secolo            | Palazzo marchesale   |                                                                              | Arnesano 40°20′07.48″N 18°05′30.24″E                                 |
| Palazzo marchesale Castriota Scanderbeg                                                                           |          | XIV secolo             | Palazzo marchesale   |                                                                              | Botrugno 40°03′52.94″N 18°19′31.88″E                                 |
| Castello di Maramonte o Castello Hohenstaufen o Palazzo baronale Maremonti o Palazzo marchesale Paladini-Enriquez |          | XIII secolo            | Palazzo marchesale   | ex castello, proprietà privata                                               | Campi Salentina 40°23′56.61″N 18°01′16.14″E                          |
| Castello marchesale Granafei di Cannole                                                                           |          | 1413                   | Castello             |                                                                              | Cannole 40°09′59.47″N 18°21′58.18″E                                  |
| Castello feudale di Caprarica di Lecce o Palazzo baronale di Caprarica                                            |          | XII secolo             | Palazzo baronale     | ex castello                                                                  | Caprarica di Lecce 40°15′39.85″N 18°14′41.21″E                       |
| Palazzo ducale Ghezzi o Residenza fortificata degli Orsini o Residenza fortificata di Carpignano Salentino        |          |                        | Palazzo ducale       | a fianco all'ex castello ormai distrutto                                     | Carpignano Salentino 40°11′47.26″N 18°20′23.23″E                     |
| Residenza castellata di Casarano o Palazzo D'Aquino o Palazzo De Lorenzi                                          |          | XVII secolo            | Palazzo baronale     | ex castello                                                                  | Casarano                                                             |
| Castello Gualtieri di Castrignano de' Greci                                                                       |          | XVI secolo             | Castello             |                                                                              | Castrignano de' Greci 40°10′21.47″N 18°17′42.9″E                     |
| Castello di Castrignano del Capo                                                                                  |          |                        | Castello             |                                                                              | Castrignano del Capo                                                 |
| Castello Giuliano di Castrignano del Capo o Castello di Giuliano                                                  |          | inizi del XVI secolo   | Castello             |                                                                              | Giuliano di Lecce (Castrignano del Capo) 39°50′54.99″N 18°20′18.33″E |
| Castello di Castro                                                                                                |          | XII-XIII secolo        | Castello             |                                                                              | Castro 40°00′19.86″N 18°25′37.17″E                                   |
| Palazzo Castromediano di Cavallino o Castello ducale Castromediano-Limburg                                        |          | fine del XV secolo     | Castello             | proprietà pubblica e privata                                                 | Cavallino 40°18′46.3″N 18°12′08.68″E                                 |
| Castello di Collepasso o Palazzo baronale                                                                         |          | 1576                   | Palazzo baronale     |                                                                              | Collepasso 40°04′21″N 18°09′36″E                                     |
| Castello di Copertino                                                                                             |          | XIII-XIV secolo        | Castello             |                                                                              | Copertino 40°16′25″N 18°02′38″E                                      |
| Castello di Corigliano d'Otranto o Castello de' Monti                                                             |          |                        | Castello             |                                                                              | Corigliano d'Otranto 40°09′30.93″N 18°15′25.24″E                     |
| Palazzo feudale Capece di Corsano o Castello baronale Capece                                                      |          | XVII secolo            | Palazzo baronale     |                                                                              | Corsano 39°53′17″N 18°22′05″E                                        |
| Palazzo Filomarini o Palazzo ducale di Cutrofiano                                                                 |          | XVI secolo             | Palazzo ducale       | ex castello, sede di mostre d'arte.                                          | Cutrofiano 40°07′34.31″N 18°12′05.24″E                               |
| Palazzo baronale di Marittima o Palazzo baronale Maglietta                                                        |          | 1745                   | Palazzo baronale     |                                                                              | Marittima (Diso)                                                     |
| Castello Castriota Scanderbeg                                                                                     |          |                        | Palazzo ducale       | ex castello                                                                  | Galatina 40°10′28.41″N 18°10′08.98″E                                 |
| Castello di Galatone                                                                                              |          |                        | Castello             |                                                                              | Galatone                                                             |
| Castello di Fulcignano                                                                                            |          | XIII-XIV secolo        | Castello             |                                                                              | Galatone 40°08′25″N 18°04′36″E                                       |
| Palazzo marchesale Belmonte-Pignatelli                                                                            |          | XVI secolo             | Palazzo marchesale   |                                                                              | Galatone 40°08′53.07″N 18°04′25.04″E                                 |
| Palazzo marchesale di Galatone                                                                                    |          |                        | Palazzo marchesale   |                                                                              | Galatone                                                             |
| Castello di Gallipoli                                                                                             |          | XI secolo              | Castello             |                                                                              | Gallipoli 40°03′21.11″N 17°58′44.99″E                                |
| Palazzo baronale di Giurdignano o Palazzo Alfarano Capece                                                         |          | XVI secolo             | Palazzo baronale     |                                                                              | Giurdignano 40°07′21.93″N 18°25′56.36″E                              |
| Castello di Lecce o Castello Carlo V                                                                              |          | 1539                   | Castello             |                                                                              | Lecce 40°21′08″N 18°10′30″E                                          |
| Palazzo Marrese di Lecce                                                                                          |          | metà del XVIII secolo  | Palazzo              |                                                                              | Lecce                                                                |
| Torre del Parco                                                                                                   |          | 1419                   | Torre                |                                                                              | Lecce                                                                |
| Torre di Belloluogo                                                                                               |          | XIV secolo             | Torre                |                                                                              | Lecce                                                                |
| Castello di Lequile o Castello dei d'Enghien                                                                      |          | XIV secolo             | Castello             |                                                                              | Lequile                                                              |
| Palazzo dei principi Saluzzo                                                                                      |          |                        | Palazzo              |                                                                              | Lequile 40°18′27.22″N 18°08′27.71″E                                  |
| Torre Federico II di Leverano                                                                                     |          | 1220                   | Torre                |                                                                              | Leverano 40°17′21.07″N 17°59′57.72″E                                 |
| Castello di Lizzanello o Palazzo Paladini                                                                         |          | XV secolo              | Palazzo baronale     | ex castello                                                                  | Lizzanello 40°18′15.08″N 18°13′29.76″E                               |
| Palazzo Baronale Palmieri-Magliola                                                                                |          | XVII secolo            | Palazzo baronale     |                                                                              | Merine (Lizzanello) 40°19′57.48″N 18°13′32.26″E                      |
| Castello di Maglie o Palazzo Capece                                                                               |          | epoca angioina         | Palazzo baronale     | costruito su un castello in rovina, ora liceo classico                       | Maglie 40°07′17.2″N 18°17′58.05″E                                    |
| Castello di Martano                                                                                               |          | fine del XIV secolo    | Palazzo baronale     | ex castello Aragonese                                                        | Martano 40°12′08.08″N 18°18′08.31″E                                  |
| Palazzo Palmieri                                                                                                  |          | XVI secolo             | Palazzo              |                                                                              | Martignano                                                           |
| Palazzo dei marchesi del Tufo o Residenza fortificata di Matino                                                   |          |                        | Palazzo              |                                                                              | Matino                                                               |
| Palazzo Prataroli o Castello di Borgagne o Castello Petraroli                                                     |          | 1498                   | Castello             |                                                                              | Borgagne (Melendugno) 40°14′21.97″N 18°22′35.99″E                    |
| Castello di Melendugno o Palazzo baronale D'Amely                                                                 |          | fine del XVI secolo    | Palazzo baronale     |                                                                              | Melendugno 40°16′13.76″N 18°20′11.44″E                               |
| Rocca Gualtieri                                                                                                   |          |                        | Castello             | distrutto, visibili i resti                                                  | Roca Vecchia (Melendugno) 40°17′14.39″N 18°25′35.12″E                |
| Palazzo Castriota di Melpignano o Palazzo marchesale Castriota o Palazzo marchesale "De Luca"                     |          | 1636                   | Palazzo marchesale   |                                                                              | Melpignano 40°09′23.09″N 18°17′31.44″E                               |
| Palazzo Venturi di Minervino di Lecce                                                                             |          | XVI secolo             | Palazzo              |                                                                              | Minervino di Lecce                                                   |
| Palazzo Baronale Gallone o palazzo baronale Pispico Basalù                                                        |          | XVI secolo             | Palazzo              |                                                                              | Specchia Gallone (Minervino di Lecce)                                |
| Palazzo ducale di Monteroni di Lecce                                                                              |          | XV-XVIII secolo        | Palazzo baronale     |                                                                              | Monteroni di Lecce 40°19′39.25″N 18°05′44.57″E                       |
| Castello di Barbarano o Torre Capece                                                                              |          |                        | Castello             | è rimasta solo una torretta                                                  | Barbarano (Morciano di Leuca)                                        |
| Castello di Morciano di Leuca o Castello Castromediano – Valentini                                                |          | inizi del XIV secolo   | Castello             |                                                                              | Morciano di Leuca 39°50′50″N 18°18′35″E                              |
| Castello di Nardò o Castello Acquaviva                                                                            |          | fine del XV secolo     | Castello             |                                                                              | Nardò 40°10′33.78″N 18°01′51.99″E                                    |
| Quattro Colonne                                                                                                   |          |                        | Torre                |                                                                              | Santa Maria al Bagno (Nardò)                                         |
| Castello di Neviano                                                                                               |          |                        | Castello             |                                                                              | Neviano 40°06′31.03″N 18°07′03.31″E                                  |
| Castello di Nociglia                                                                                              |          | fine del XVII secolo   | Palazzo baronale     | costruito a fianco ai resti dell'ex castello                                 | Nociglia 40°02′16.96″N 18°19′34.43″E                                 |
| Castello di Novoli                                                                                                |          | inizi del XVI secolo   | Palazzo baronale     |                                                                              | Novoli 40°22′34.5″N 18°03′03.24″E                                    |
| Castello di Otranto                                                                                               |          |                        | Castello             |                                                                              | Otranto 40°08′39.99″N 18°29′32.41″E                                  |
| Castello di Palmariggi                                                                                            |          | XV secolo              | Castello             | sono rimasti solo i resti di due torri e il muro di congiunzione tra di esse | Palmariggi 40°07′53.1″N 18°22′51.67″E                                |
| Castello di Parabita                                                                                              |          | XIV secolo             | Castello             |                                                                              | Parabita 40°03′02.35″N 18°07′40.11″E                                 |
| Castello di Patù                                                                                                  |          |                        | Castello             |                                                                              | Patù                                                                 |
| Castello Duca Guarini di Poggiardo o Palazzo Guarini                                                              |          | metà del XIV secolo    | Castello             |                                                                              | Poggiardo 40°03′12.61″N 18°22′39.03″E                                |
| Castello di Vaste                                                                                                 |          | XIV secolo             | Palazzo baronale     | sede del Museo della Civiltà messapica                                       | Vaste (Poggiardo) 40°02′50.11″N 18°23′13.96″E                        |
| Palazzo ducale Paternò                                                                                            |          | periodo normanno       | Palazzo ducale       |                                                                              | Presicce                                                             |
| Castello baronale di Racale                                                                                       |          | inizi del XV secolo    | Castello             |                                                                              | Racale                                                               |
| Castello di Ruffano o Castello Brancaccio                                                                         |          | 1626                   | Castello             | proprietà privata                                                            | Ruffano                                                              |
| Castello Monaci                                                                                                   |          | XVI secolo             | Castello             | ristorante                                                                   | Salice Salentino 40°23′19.57″N 17°52′46.63″E                         |
| Castello di Salve                                                                                                 |          |                        | Castello             |                                                                              | Salve                                                                |
| Palazzo ducale di San Cassiano                                                                                    |          | XVI secolo             | Palazzo ducale       | ex castello, sede del Comune                                                 | San Cassiano                                                         |
| Palazzo ducale di San Cesario di Lecce                                                                            |          | fine del XVII secolo   | Palazzo ducale       |                                                                              | San Cesario di Lecce                                                 |
| Residenza fortificata di San Cesario di Lecce                                                                     |          |                        | Palazzo              |                                                                              | San Cesario di Lecce                                                 |
| Palazzo Manno di San Cesario di Lecce                                                                             |          |                        | Palazzo              |                                                                              | San Cesario di Lecce                                                 |
| Palazzo Umberto I di San Cesario di Lecce                                                                         |          |                        | Palazzo              |                                                                              | San Cesario di Lecce                                                 |
| Residenza fortificata di San Donato di Lecce                                                                      |          |                        | Palazzo              |                                                                              | San Donato di Lecce                                                  |
| Palazzo ducale di Sanarica                                                                                        |          | XVI secolo             | Palazzo ducale       |                                                                              | Sanarica 40°05′20.2″N 18°20′55.61″E                                  |
| Palazzo ducale Scorrano o Palazzo Frisari                                                                         |          | inizi del XVIII secolo | Palazzo ducale       | sulle fondamenta di un castello                                              | Scorrano 40°05′23.94″N 18°17′52.88″E                                 |
| Castello di Seclì o Palazzo ducale “San Severino”                                                                 |          |                        | Palazzo Ducale       |                                                                              | Seclì 40°07′55.67″N 18°06′24.27″E                                    |
| Castello di Specchia o Palazzo Risolo                                                                             |          | XVI secolo             | Palazzo              | ex castello                                                                  | Specchia 39°56′31.38″N 18°17′58.96″E                                 |
| Castello dei Baroni Bacile di Castiglione                                                                         |          | XVI secolo             | Palazzo              | ex castello                                                                  | Spongano                                                             |
| Palazzo baronale di Sternatia o Palazzo Granafei                                                                  |          | prima del 1743         | Palazzo baronale     | costruito sui resti di un castello                                           | Sternatia 40°13′14.12″N 18°13′40.4″E                                 |
| Castello di Supersano                                                                                             |          | periodo normanno       | Castello             | sede del comune                                                              | Supersano 40°01′11.36″N 18°14′25.46″E                                |
| Masseria fortificata Melcarne di Surbo                                                                            |          |                        | Masseria fortificata |                                                                              | Surbo                                                                |
| Castello di Taurisano o Palazzo ducale dei Lopez y Royo                                                           |          |                        | Palazzo ducale       | ex castello, sede del comune                                                 | Taurisano 39°57′21.26″N 18°12′55.59″E                                |
| Palazzo marchesale di Taviano o Palazzo marchesale De Franchis                                                    |          | inizi del XVII secolo  | Palazzo marchesale   |                                                                              | Taviano                                                              |
| Masseria fortificata "Gallone" di Tiggiano                                                                        |          |                        | Masseria fortificata |                                                                              | Tiggiano                                                             |
| Palazzo baronale fortificato di Tiggiano o Palazzo baronale Serafini-Sauli                                        |          | metà del XVII secolo   | Palazzo baronale     |                                                                              | Tiggiano                                                             |
| Palazzo Barrile-Spinelli o Castello di Trepuzzi                                                                   |          | inizi del XVII secolo  | Palazzo baronale     |                                                                              | Trepuzzi                                                             |
| Castello di Caprarica                                                                                             |          | 1524                   | Castello             |                                                                              | Caprarica del Capo (Tricase) 39°55′16.26″N 18°21′32.76″E             |
| Castello di Depressa                                                                                              |          |                        | Castello             |                                                                              | Depressa (Tricase)                                                   |
| Castello di Lucugnano o Castello dei Capece o Palazzo baronale dei Capece                                         |          | XVI secolo             | Castello             |                                                                              | Lucugnano (Tricase)                                                  |
| Castello di Tricase o Palazzo Gallone                                                                             |          | XV secolo              | Castello             |                                                                              | Tricase 39°55′52″N 18°21′38″E                                        |
| Castello di Tutino o Castello dei Trane                                                                           |          |                        | Castello             |                                                                              | Tutino (Tricase) 39°56′04.22″N 18°21′00.75″E                         |
| Castello di Tuglie                                                                                                |          |                        | Castello             |                                                                              | Tuglie                                                               |
| Castello di Ugento                                                                                                |          |                        | Castello             | hotel di lusso                                                               | Ugento                                                               |
| Castello De Viti De Marco                                                                                         |          |                        | Castello             |                                                                              | Casamassella (Uggiano la Chiesa) 40°06′53.69″N 18°27′06.48″E         |
| Castello di Acaya                                                                                                 |          | 1506                   | Castello             |                                                                              | Acaya (Vernole) 40°20′00.66″N 18°17′45.83″E                          |
| Palazzo baronale Bernardini                                                                                       |          | 1762                   | Palazzo baronale     |                                                                              | Vernole                                                              |

## Provincia di Taranto
| Denominazione                                               | Immagine | Epoca di costruzione | Tipologia          | Condizioni e utilizzo                                                                   | Comune e località                      |
| ----------------------------------------------------------- | -------- | -------------------- | ------------------ | --------------------------------------------------------------------------------------- | -------------------------------------- |
| Castello di Mutunato                                        |          |                      | Castello           |                                                                                         | Avetrana 40°21′43.13″N 17°45′52.45″E   |
| Castello normanno di Avetrana o Torrione                    |          |                      | Castello           |                                                                                         | Avetrana 40°20′59.56″N 17°43′27.79″E   |
| Palazzo D'Ayala di Carosino                                 |          | epoca angioina       | Palazzo ducale     |                                                                                         | Carosino                               |
| Castello di San Crispieri                                   |          |                      | Castello           |                                                                                         | San Crispieri (Faggiano)               |
| Castello marchesale di Fragagnano                           |          |                      | Castello           |                                                                                         | Fragagnano                             |
| Castello Episcopio di Grottaglie                            |          |                      | Castello           |                                                                                         | Grottaglie 40°32′02.24″N 17°25′53.97″E |
| Castello feudale normanno di Leporano o Castello Muscettola |          |                      | Castello           |                                                                                         | Leporano 40°22′58.46″N 17°19′59.33″E   |
| Castello feudale di Lizzano o Palazzo marchesale di Lizzano |          | XVI secolo           | Palazzo Marchesale |                                                                                         | Lizzano 40°23′18.46″N 17°26′52.22″E    |
| Palazzo Majorano di Lizzano                                 |          |                      | Palazzo            |                                                                                         | Lizzano                                |
| Palazzo municipale Lizzano                                  |          |                      | Palazzo            |                                                                                         | Lizzano                                |
| Palazzo Imperiali-Filotico                                  |          |                      | Palazzo            |                                                                                         | Manduria 40°23′56.97″N 17°38′10.2″E    |
| Palazzo ducale di Martina Franca                            |          |                      | Palazzo ducale     | costruito sulle fondamenta del castello distrutto nel 1669, attualmente sede del comune | Martina Franca                         |
| Palazzo dei Commendatori o Castello dei cavalieri di Malta  |          | 1368                 | Palazzo            |                                                                                         | Maruggio                               |
| Castello di Massafra                                        |          |                      | Castello           |                                                                                         | Massafra 40°35′13.78″N 17°06′40″E      |
| Palazzo ducale degli Antoglietta di Monteiasi               |          |                      | Palazzo ducale     |                                                                                         | Monteiasi 40°30′00.97″N 17°22′54.62″E  |
| Castello di Montemesola                                     |          |                      | Palazzo marchesale |                                                                                         | Montemesola                            |
| Castello D'Ayala di Monteparano                             |          |                      | Castello           |                                                                                         | Monteparano                            |
| Castello feudale di Pulsano o Castello De Falconibus        |          |                      | Castello           |                                                                                         | Pulsano 40°23′03.5″N 17°21′18.58″E     |
| Castello feudale di Roccaforzata                            |          |                      | Castello           |                                                                                         | Roccaforzata                           |
| Palazzo baronale di Sava                                    |          |                      | Palazzo baronale   |                                                                                         | Sava                                   |
| Castello aragonese di Taranto o Castel Sant'Angelo          |          |                      | Castello           |                                                                                         | Taranto 40°28′21.61″N 17°14′02.87″E    |
| Castello di Torricella o Castello Muscettola                |          |                      | Castello           | Sede della polizia municipale                                                           | Torricella 40°21′22.89″N 17°29′59.86″E |

## Galleria d'immagini

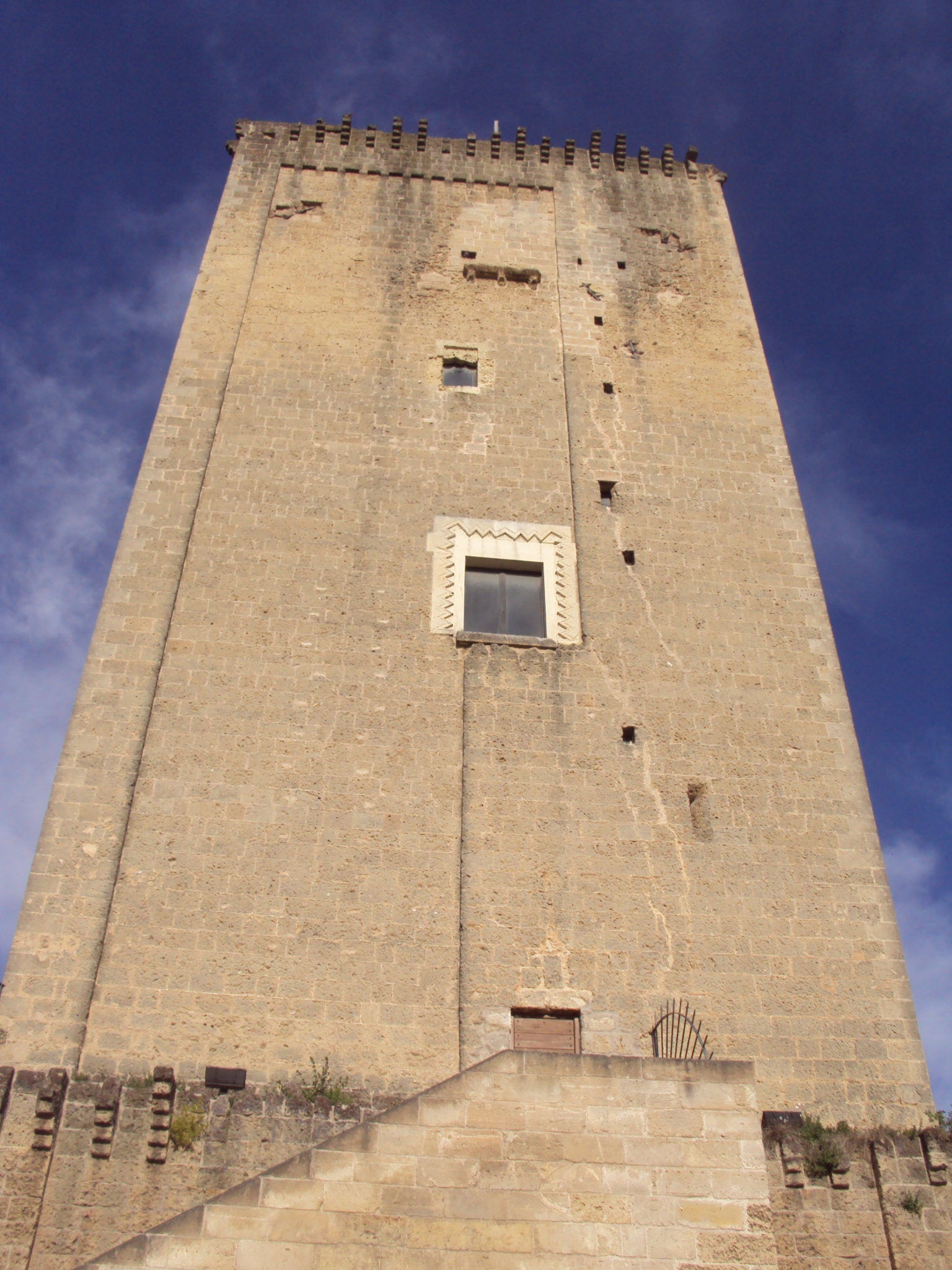
esempio di Torre sveva a Leverano
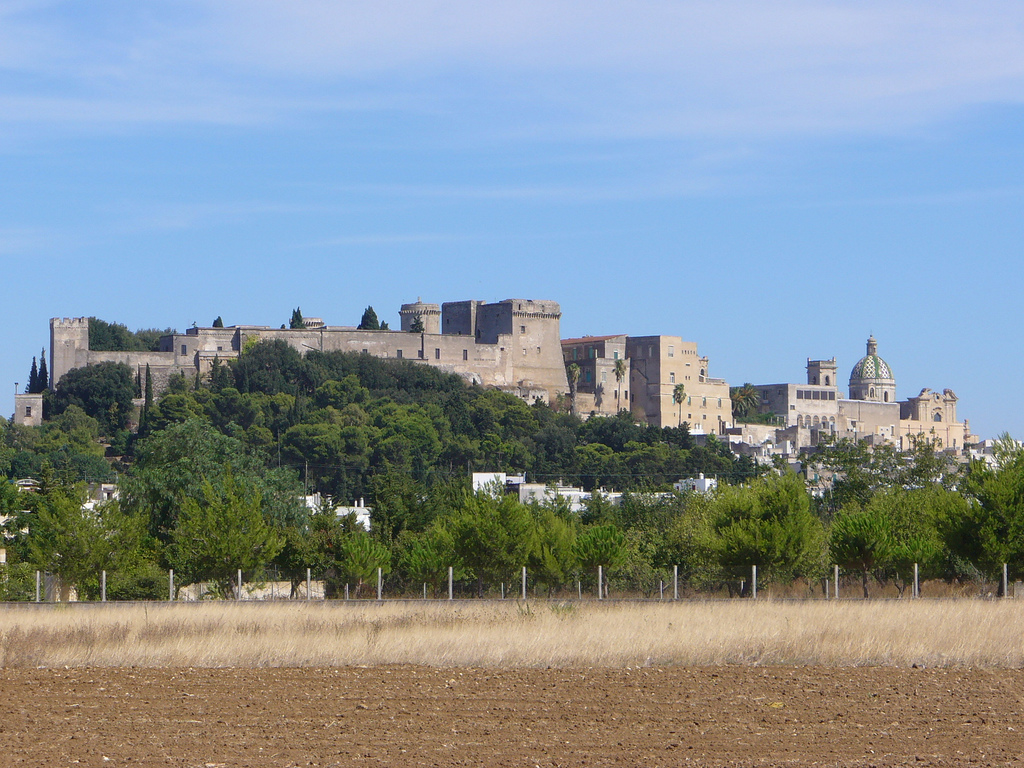
esempio di Castello svevo a Oria
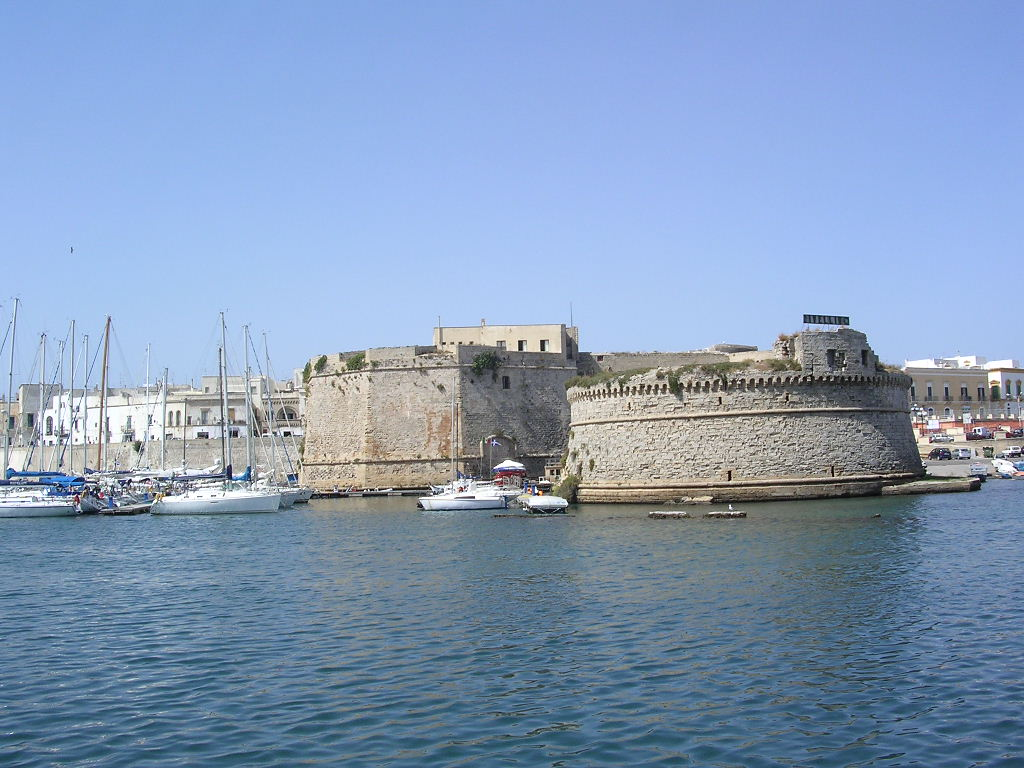
esempio di Castello angioino a Gallipoli
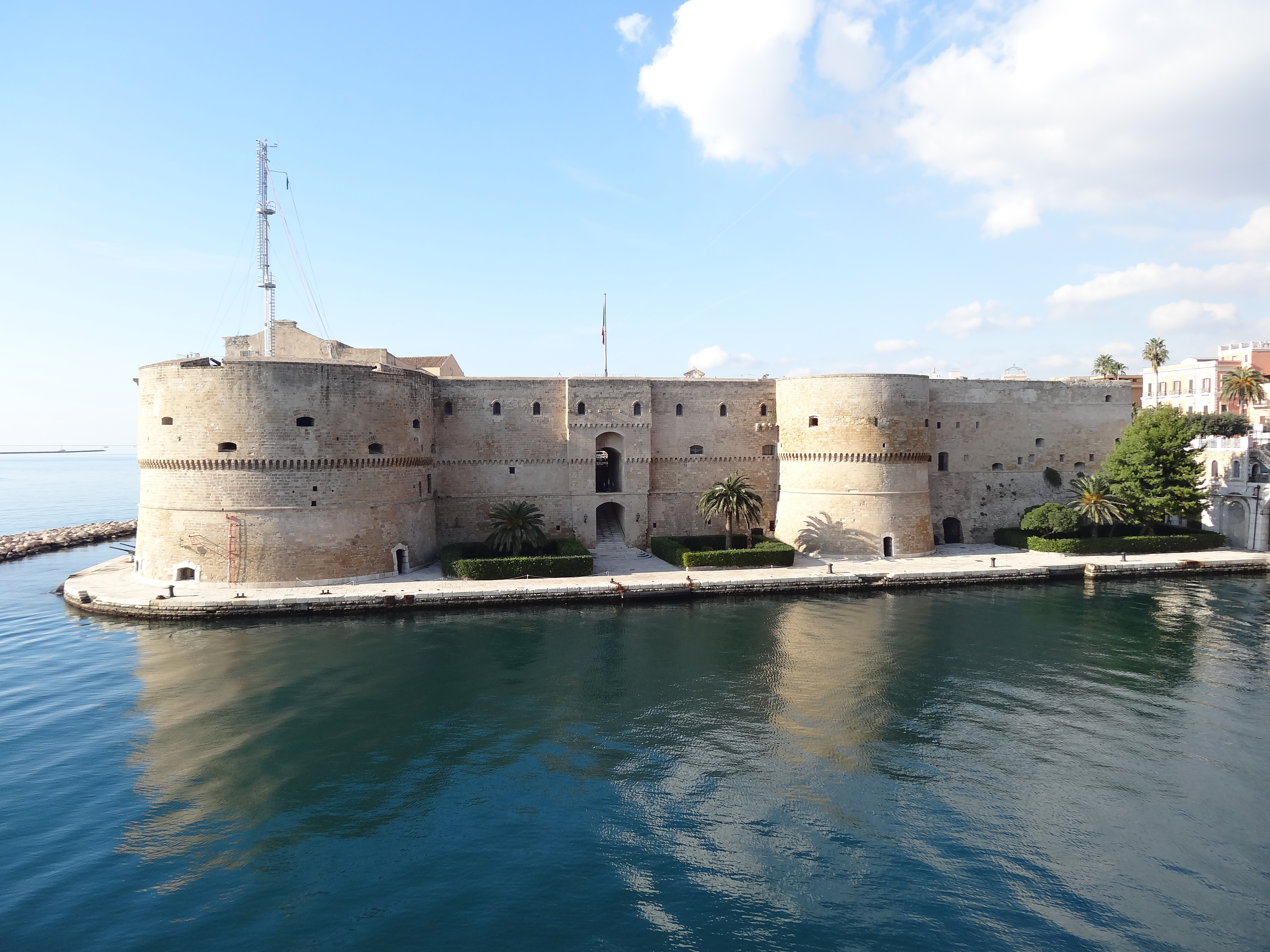
esempio di Castello aragonese a Taranto